# Natuurlijke kleurstof

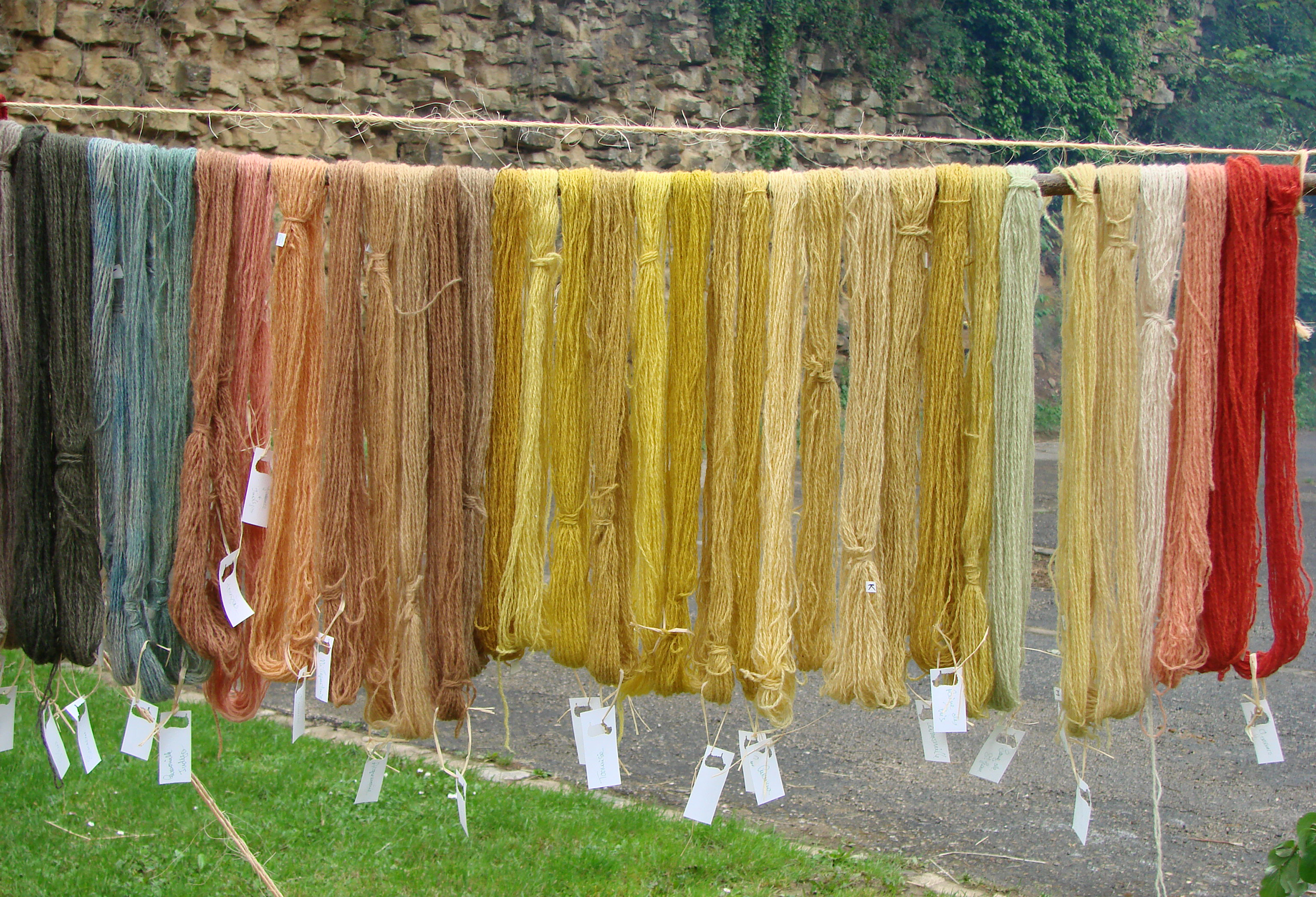
Wol geverfd met natuurlijke kleurstoffen

Een natuurlijke kleurstof is een kleurstof afkomstig uit planten, paddenstoelen of dieren. Ze kunnen gebruikt worden voor het verven van wol, textiel, haar en voedsel.
Enkele natuurlijke plantaardige kleurstoffen voor voedsel zijn:
| Naam            | E-nummer | Opmerking                                                              |
| --------------- | -------- | ---------------------------------------------------------------------- |
| Amarant         | E123     | rode kleurstof gewonnen uit de plantensoorten van het geslacht Amarant |
| Anatto          | E160b    | rode tot rood-bruine kleurstof gewonnen uit de orleaanboom             |
| Anthocyaan      | E163     | paarsrode kleurstof                                                    |
| Astaxanthine    | E161j    | roze kleurstof uit zalm, garnaal, kreeft, krab, flamingoveren          |
| Betanine        | E162     | rode kleurstof gewonnen uit de rode biet                               |
| Capsanthine     | E160c    | rode kleurstof gewonnen uit de rode paprika                            |
| Caroteen        | E160a    | oranje kleurstof gewonnen uit de peen en zoete aardappel               |
| Citranaxanthine | E161i    | oranje kleurstof gewonnen uit onder andere maïs en saffraankrokus      |
| Curcumine       | E100     | gele kleurstof                                                         |
| Flavoxanthine   | E161a    | gele kleurstof gewonnen uit onder andere de boterbloem                 |
| Luteïne         | E161b    | gele kleurstof                                                         |
| Lycopeen        | E160d    | helderrode kleurstof zit in watermeloen, tomaat, rozenbottel           |
| Violaxanthine   | E161     | oranje kleurstof die voorkomt in viooltjes                             |
| Zeaxanthine     | E161h    | oranje kleurstof                                                       |

Andere kleurstoffen, die wel toegestaan zijn als levensmiddelenkleurstof, maar geen E-nummer hebben, zijn:
- Saffraan: een oranjerode kleurstof gewonnen uit de saffraankrokus
- Saffloer (goedkope versie of imitatie van saffraan): een gele en rode kleurstof gewonnen uit de bloemen van de saffloer

Deze kleurstoffen hebben geen E-nummer omdat het natuurlijke producten zijn, waarbij de kleurafgifte slechts een onderdeel is van de werking van deze producten.
Enkele natuurlijke plantaardige kleurstoffen voor textiel zijn:
- Alizarine: een rode kleurstof gewonnen uit meekrap
- Indigo:  een blauwe kleur gewonnen uit onder andere plantensoorten van het geslacht Indigofera en wede
- Luteoline: een gele kleurstof gewonnen uit planten van de Resedafamilie
- Saffraan: een oranjerode kleurstof gewonnen uit de saffraankrokus

Enkele natuurlijke plantaardige kleurstoffen voor overige toepassing zijn:
- Henna: een rode kleurstof voor het verven van nagels, handpalmen en haar gewonnen uit de hennastruik

Enkele natuurlijke dierlijke kleurstoffen zijn:
- Purper gewonnen uit de purperslak
- Canthaxantine vroeger gewonnen uit veren van flamingo's en kreeften. Nu uit cantharellen gewonnen of gesynthetiseerd uit bètacaroteen.

Een natuurlijke kleurstof uit een insect is:
- Karmijn (E120) gewonnen uit de cochenilleluis